# Dub ve Vintířově
 Dub ve Vintířově je památný strom - zdravý, rozložitý dub letní (Quercus robur) s širokou, vysoko nasazenou korunou, mírně prohnutým kmenem a typicky pokroucenými větvemi. Strom se nachází v parku ve středu obce Vintířov v okrese Sokolov v Karlovarském kraji, proti sportovnímu centru. Je posledním živým památným topolem v Karlovarském kraji. Solitérní strom má měřený obvod 388 cm, výšku 20 m (měření 2003). Za památný byl vyhlášen v roce 1984.

## Stromy v okolí
- Topol v zatáčce
- Kaasův buk
- Tatrovický buk
- Tatrovická lípa
- Dub ve Starém Sedle
- Břečťany v Lokti